# Heteromastax
Heteromastax is een geslacht van rechtvleugeligen uit de familie Episactidae. De wetenschappelijke naam van dit geslacht is voor het eerst geldig gepubliceerd in 1965 door Descamps.

## Soorten
Het geslacht Heteromastax omvat de volgende soorten:
- Heteromastax appendiculata Chopard, 1951
- Heteromastax cuneata Descamps, 1965
- Heteromastax stylifera Descamps, 1965